# 5463 Danwelcher
Az 5463 Danwelcher (ideiglenes jelöléssel 1985 TO) a Naprendszer kisbolygóövében található aszteroida. Edward L. G. Bowell fedezte fel 1985. október 15-én.